# World Mayor
De World Mayor (ook: World Mayor Award) is een tweejaarlijkse prijs die sinds 2004 uitgereikt wordt door City Mayors ter promotie en waardering van het werk van burgemeesters over de gehele wereld.

## Stemming
De prijs wordt uitgereikt na een stemming die in twee fasen verloopt. Tijdens de eerste ronde kan men burgemeesters aanmelden. De organisatie City Mayors kiest hieruit een lijst van 50 burgemeesters die doorgaan naar de tweede ronde. In de tweede ronde kan men stemmen op een burgemeester uit die lijst door een onderbouwing in te sturen waarom deze burgemeester de World Mayor Award verdient. Uiteindelijk maakt City Mayors een keuze welke burgemeester de prijs zal ontvangen. De runner-ups ontvangen een certificaat.
Voor 2008 was het mogelijk om enkel te stemmen, maar sinds 2008 is een onderbouwing vereist en wordt de prijs uitgereikt op basis van de inhoud en gepassioneerdheid van de argumenten. Het doel hiervan is om burgemeesters van kleine steden te laten wedijveren met burgemeesters van grote steden, maar ook om de stemmers te laten nadenken over wat de burgemeesters betekenen voor hun stad.

## Winnaars
| Jaar | Burgemeester                 | Stad                                   |
| ---- | ---------------------------- | -------------------------------------- |
| 2004 | Edi Rama                     | Tirana, Albanië                        |
| 2005 | Dora Bakoyannis              | Athene, Griekenland                    |
| 2006 | John So                      | Melbourne, Australië                   |
| 2008 | Helen Zille                  | Kaapstad, Zuid-Afrika                  |
| 2010 | Marcelo Ebrard               | Mexico-Stad, Mexico                    |
| 2012 | Iñaki Azkuna                 | Bilbao, Spanje                         |
| 2014 | Naheed Nenshi                | Calgary, Canada                        |
| 2016 | Bart Somers                  | Mechelen, België                       |
| 2018 | Valeria Mancinelli           | Ancona, Italië                         |
| 2021 | Ahmed Aboutaleb Philippe Rio | Rotterdam, Nederland Grigny, Frankrijk |
| 2023 | Elke Kahr                    | Graz                                   |